# La Farinera (Móra d'Ebre)
La Farinera és una construcció inclosa a l'Inventari del Patrimoni Arquitectònic de Catalunya al nucli urbà de la població de Móra d'Ebre (Ribera d'Ebre), al bell mig del terme i delimitada per les places de la Democràcia i Llanterna, i el carrer de Miquel Rojals. Actualment està en desús i es projecta construir una zona residencial en aquesta zona que potser afectarà l'immoble.
Edifici bastit en maons. de planta més o menys rectangular amb jardí, format per diversos cossos adossats. Presenta les cobertes de dues vessants de teula i està distribuït en planta baixa, pis i golfes. Majoritàriament, les obertures són rectangulars. A la planta baixa hi ha finestrals allargats, al pis finestres balconeres i a les golfes, petites finestres. La façana principal presenta una tribuna al pis coberta amb teulada de tres vessants i sostinguda per grans mènsules ornamentades. Presenta tres grans obertures rectangulars delimitades per una barana correguda de ferro. La façana està rematada per un gran arc de mig punt central i un voladís sostingut per mènsules decorades. Adossat en perpendicular a la façana principal destaca el portal d'accés al jardí. És d'arc de mig punt amb les impostes motllurades i està emmarcat per dues pilastres rematades amb capitells, que sostenen un timpà triangular motllurat.
La revista d'informació Cultural La Riuada de Móra d'Ebre va dedicar al seu número 20 l'espai anomenat el Racó de Móra a "La Farinera":
| « | "Fou projectada per l'estudi de Domènech i Muntaner, exactament per Pere Domènech i Roura, fill del conegut arquitecte modernista Lluís Domènech i Montaner. Pere Domènech va néixer a Barcelona el 1881 i morí a Lleida el 1962. Fou catedràtic de l'Escola d'arquitectura de Barcelona. Arquitecte director de l'Exposició Internacional de Barcelona a l'any 1929, fou coautor del Palau Nacional i de l'estadi de Montjuïc, dins un ampul·lós monumentalisme. L'aparellador va ser Aniceto Moreno Garcia. La construcció de l'edifici va ser encarregada per Josep Gibert Llenas per a la instal·lació d'una fàbrica d'elaboració de farina —d'aquí el nom de La Farinera– i la casa particular. La llicència d'obres li va ser concedida el 30 de novembre de 1951, essent alcalde de Móra d'Ebre Juan Solé Cardona. La fàbrica de farina va haver de tancar a final dels anys 60 i va ser adquirida per Frederic Giménez Mestre que l'any 1979 hi instal·là una fàbrica de taüts, que ha funcionat fins als nostres dies. Avui és una comercial del producte." | » |

Josep Gibert Llenas era el pare de Josep Gibert Clols.